# Bernard de Chartres
Bernard de Chartres (Bernardus Carnotensis) est un philosophe platonicien français du XIIe siècle (mort apr. 1126). On l'a longtemps confondu avec Bernard Silvestre (né vers 1070-80, mort vers 1126-30), lui aussi de l'école de Chartres.

## Biographie
Il fait ses études à l'école cathédrale de Chartres. Humaniste[réf. nécessaire] et philosophe, il a  rôle décisif dans cette école, fondée par Fulbert. Il est maître (1112) puis chancelier (1124) de l'église Notre-Dame de Chartres. 
Il est tout d'abord influencé par Boèce, dont il adapte le platonisme. Il s'attache ensuite à réconcilier la pensée de Platon avec celle d’Aristote, ce qui fera de lui le plus grand penseur aristotélicien et platonicien du XIIe siècle.

Il est connu notamment pour la fameuse phrase:  
« Nous sommes comme des nains sur des épaules de géants (les Anciens), de telle sorte que nous puissions voir plus de choses et de plus éloignées que n’en voyaient ces derniers. Et cela, non point parce que notre vue serait puissante ou notre taille avantageuse, mais parce que nous sommes portés et exhaussés par la haute stature des géants. ». 
Cette phrase fut reprise en 1676 par Isaac Newton dans une de ses lettres.
Il serait peut-être le frère de Thierry de Chartres, également un des philosophes de l'école de Chartres.
Une étude récente de Guillotel a montré que Bernard de Chartres fut également évêque de Quimper sous le nom de Bernard de Moelan. Il y aurait rédigé les Vitae de Saint Corentin et Saint Ronan.
Il eut pour élèves Gilbert de La Porrée et Guillaume de Conches.

### Ouvrages
- Glosae super Platonem (Gloses sur Platon), in Mediaeval Studies, XLVI (1984), p. 192-221.

### Études
- Étienne Gilson, « Le platonisme de Bernard de Chartres », Revue néoscolastique de philosophie, vol. XXVe année, no 97,‎ 1923, p. 5-19 (lire en ligne) ;
- Étienne Gilson, La philosophie au Moyen Âge, Payot, 1976, t. I, p. 259-262 ;
- Benoît Patar, Dictionnaire des philosophes médiévaux, Fides Presses philosophiques, Canada, 2006, p. 98-99.